# Numizmatično društvo Slovenije
Numizmatično društvo Slovenije (NDS) je neprofitno kulturno društvo, ki je bilo ustanovljeno kot Slovenski numizmatični klub 11. marca 1941 in poustanovljeno kot Numizmatično društvo Slovenije 27. junija 1956 v Ljubljani kot prvo numizmatično društvo v Sloveniji.
Društvo ima redne tedenske sestanke vsako nedeljo med 8.30 in 12. uro na Bravničarjevi ulici 13 v Ljubljani, kjer poteka tudi občni zbor vsako leto marca.
Predsednik društva je Urban Mate.
Sedež društva je na Ilirski ulici 14 v Ljubljani, kjer deluje društvena knjižnica in kjer potekajo sestanki Upravnega odbora in ostalih članov vsako prvo in tretjo sredo v mesecu ob 18.00 uri.
Mednarodna srečanja zbiralcev potekajo tretjo soboto v januarju, maju, septembru in novembru, od 8.30 do 13.00 v dvorani Dijaškega doma Tabor v Ljubljani.

## Zgodovina
Društvo je bilo ustanovljeno 11. marca 1941 kot Slovenski numizmatični klub, saj je oblast Dravske banovine odobrila ustanovitev društva z ustreznim sklepom 11. marca 1941. Ustanovni občni zbor Slovenskega numizmatičnega kluba pa je bil 8. decembra 1941. Ta je ponovno začel delovati leta 1945, a ga je leta 1947 tedanja oblast v Jugoslaviji razpustila in se je kot sekcija priključil Zgodovinskemu društvu Slovenije. Leta 1948 je bil ustanovljen Numizmatični kabinet, leta 1955 so se iz Zgodovinskega društva odcepili Muzealna in Arhivarska sekcija, tako je prenehala z delovanjem Numizmatična sekcija. Člani le-te so 27. junija 1956 v gostilni Pod lipo v Ljubljani ustanovili NDS.

## Dejavnost
Društvo izdaja društveni glasili Numizmatični vestnik in Numizmatične novice.
Leta 2015 je društvo sodelovalo z Primorskim numizmatičnim društvom pri izdaji medalje, posvečene 100-letnici rojstva Albina Pogačnika.
Društvo prireja redne razstave v Gorenjskem muzeju v Kranju. Tako je bila 5. 9. 2024 odprta nova razstava z naslovom "Denar, sveta vladar".